# Parabathynoe brisinga
Parabathynoe brisinga är en ringmaskart som beskrevs av Pettibone 1990. Parabathynoe brisinga ingår i släktet Parabathynoe och familjen Polynoidae. Inga underarter finns listade i Catalogue of Life.